# Quinto Andar
Quinto Andar foi um grupo de rap brasileiro de Niterói, no Rio de Janeiro formado em 1999 e dissolvido em 2005. Lançou em 2005 seu único álbum, Piratão. Os integrantes mais ativos eram De Leve, Marechal, DJ Castro e Shawlin (CachorroMagro) contando com aparições de Bruno Marcus, Lumbriga, Gato Congelado, Tapechu e Matéria Prima em algumas canções.

## História
O grupo Quinto Andar foi formado com o intuito de se fazer um rap diferente do que o apresentado em São Paulo, na virada do milênio em 1999. Segundo afirmado pelo rapper De Leve, um dos rappers do grupo, o nome Quinto Andar foi escolhido ao acaso, sendo que não há algo significativo com o mesmo. Começou como uma banda de garagem, onde as composições eram feitas e dispostas na Internet seguidamente, para quem quisesse baixar. Foi assim que o grupo começou a tornar-se popular. Em 2002, o Quinto Andar fez um vídeo musical da canção "Eu Rimo na Direita", junto com o Apavoramento Sound System, que repercutiu em sucesso absoluto, e foi integrada ao disco solo de De Leve, Estilo Foda-se. No mesmo ano, o grupo concorreu ao Prêmio Hutúz - o mais importante do rap brasileiro - na categoria Revelação, mas acabou perdendo para Sabotage. Em 2005, o grupo fez parceria com a revista OutraCoisa, de Lobão, e lançou seu único álbum, Piratão, com destaque para as faixas "Rap do Calote" e "Melô do Piratão". Após o lançamento se dissolveram por motivos contraditórios. Alguns dizem que foi porque os rappers Marechal e De Leve preferiram seguir carreira solo; outros que foi o DJ Castro, e outros Shawlin.

## Discografia
- Piratão (2005)